# 欧洲议会
欧洲议会（英語：European Parliament，縮寫EP）是欧洲联盟事实上的兩院制立法機關之下議院，唯一的一个直选议会机构；與歐盟理事會同為歐盟的主要立法決策機構。議會現有720席歐洲議會議員。2024年歐洲議會選舉選民達3.75億人，是世界上第二大民主議會選舉。僅次於印度議會。
從1979年起，歐洲議會議員由歐盟公民普選選出。然而，自首屆開始，投票率持續下滑，直至2019年才止跌回升，也是1994年後首次重回50%。歐盟成員國的投票年齡多為18歲，馬爾他、比利時、奧地利與德國為16歲，而希臘則為17歲。
歐洲議會擁有立法權，由於歐盟立法一般需要議會和理事會的批准，因此相當於兩院制立法機構。然而，歐洲議會並不像大多數歐盟成員國的國家議會那樣擁有主動權（即正式啟動立法程序的權利），因為主動權是歐盟執委會的特權。儘管如此，議會和理事會均有權要求執委會啟動立法程序並提出法案。
從條約來看，議會是歐盟的「第一個機構」（第一個在歐盟條約中提及，並在形式上優先於其他歐盟機構），並與理事會享有平等的立法權和預算權（少數適用特別立法程序的問題除外）。議會同樣對歐盟預算擁有同等的控制權。最後，作為歐盟行政部門的歐盟執委會須對議會負責。議會可以決定是否批准歐盟高峰會對執委會主席的提名，並進一步負批准（或拒絕）整個執委會的任命。此外，議會可以透過不信任動議迫使現任執委會辭職。
歐洲議會議長是議會的主席。現今議會五大黨團為歐洲人民黨黨團（EPP）、社會主義者和民主人士進步聯盟（S&D）、歐洲愛國者（PfE）、歐洲保守派和改革主義者（ECR）、復興歐洲（Renew）。
与一般意义上的议会相比，欧洲议会創設之初拥有的职能少了很多。它會考察欧盟成员国的人权状况、监狱虐待与酷刑事件等，並會讨论人权问题和派遣人权观察委员会，如对被揭露的警署或监狱虐待和酷刑事件进行调查，或者提醒一个国家和公众舆论对种族主义或排外思潮提高警惕。在超國家的歐洲聯盟中，欧洲议会的特别之处在于：自从1979年以来，它是唯一由欧盟成员国人民直选产生的议会立法機構。
因為歐盟官僚被指不民主的批評，歐盟在簽訂的各個條約中，一步步的增加了歐洲議會的權力。《里斯本條約》通過後，在很多的政策領域上，歐洲議會要和歐盟理事會經由共同決定的程序立法，即歐洲議會和歐盟理事會是平等的立法機構。欧盟三分之二的法律法规由欧洲议会和欧盟理事会共同制定。
虽然欧盟的两个行政机关欧盟委员会和欧洲理事会均设在比利时布鲁塞尔，《阿姆斯特丹条约》却规定欧洲议会每月必须在法国斯特拉斯堡召开一次会议。斯特拉斯堡雖然是欧洲议会总部，但实际上，几乎所有的立法准备工作和议会各委员会会议都在布鲁塞尔举行。议会每月只在斯特拉斯堡开4天会，举行全体会议和最终的投票工作，其他所有会议都在布鲁塞尔举行。欧洲议会议员和相关人士必须每月通勤于布鲁塞尔和斯特拉斯堡之间，舟车劳顿和对应的支出一直是争论的热点，反对这一安排的人士呼吁废除斯特拉斯堡的地位。虽然欧洲议会多次表示希望自行决定开会地点，之后的多个欧盟条约都规定，欧洲议会的开会地点需由欧盟各成员国政府定夺，但一般在斯特拉斯堡和布鲁塞尔舉行。

## 歷史

1983年以前的歐洲議會旗

與其他歐盟機構一樣，歐洲議會在1952年9月10日首次召開時並不是按照目前的形式設計。其前身是最古老的共同機構之一，歐洲煤鋼共同體（ECSC）共同大會（Common Assembly）。當時是由78名成員國國會議員組成的協商會議，沒有立法權。曼徹斯特大學教授大衛·法雷爾強調了自成立以來的變化：「在大部分時間裡，歐洲議會可以被公正地貼上『多語言談話室』的標籤。」
議會自成立以來的發展顯示了歐盟的結構在沒有明確「總體規劃」的情況下是如何演變。《華盛頓郵報》的T·R·里德談到歐盟時表示，「沒有人會故意設計一個像歐盟一樣複雜和多餘的政府」。就連議會所在地的多次調整，也是各種協議或缺乏協議的結果。儘管大多數歐洲議會議員更願意在布魯塞爾，但在1992年約翰·梅傑的愛丁堡峰會上，法國制定了一項條約修正案，將歐洲議會的正式位置設在斯特拉斯堡。

### 協商會議

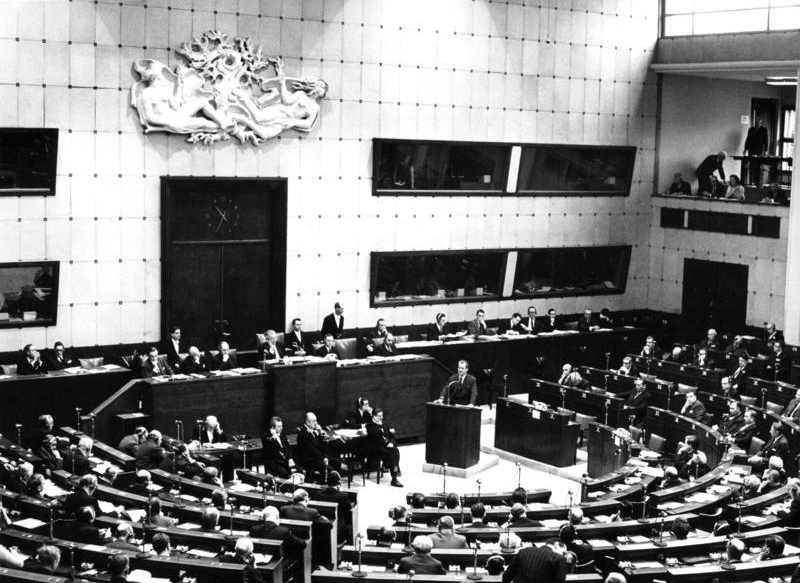
1967年1月，歐洲理事會議會大會在法國史特拉斯堡的歐羅巴之家舉行。西德外交部長威利·勃蘭特發表演說。

最初的舒曼宣言中並沒有提到議會這個組織。之後，在條約協商期間加入一個單獨的會議，作為制衡和監督行政部門的機構，同時提供民主正當性。《歐洲煤鋼共同體條約》的措辭表明，領導人希望採用直接選舉和「人民代表」一詞，而不僅是一個一般的協商會議。1952年9月13日，特設大會成立，但在歐洲防務共同體協商失敗（法國反對）後解散。
之後，歐洲經濟共同體和歐洲原子能共同體在1958年根據《羅馬條約》成立。各自擁有獨立行政機構的三個共同體成立了共同大會，名為歐洲議會大會。第一次會議於1958年3月19日在盧森堡市舉行，舒曼當選主席，並於5月13日根據政治意識形態而非國籍重新安排席位。這被視為現代歐洲議會的誕生。因此，議會成立50週年慶祝活動是在2008年3月舉行，不是2002年。
歐洲議會大會在1962年改名為現在的「歐洲議會」。1967年，這三個共同體將其剩餘機構合併為歐洲共同體。1970年，議會被授予批准共同體非強制性支出的權力，並在1975年擴大到整個預算。根據《羅馬條約》，議會應由選舉產生。然而，理事會無法就統一的投票制度取得共識。因此，議會威脅要將理事會告上歐洲法院。最後雙方妥協，即理事會同意選舉，但每個成員國使用自己的選舉制度，暫時擱置統一投票制度的問題。
1999年以前，大會和後來的議會在與歐洲理事會議會大會相同的場所召開會議：1977年之前在歐羅巴之家，1977至1990年在歐羅巴宮。

### 民選議會

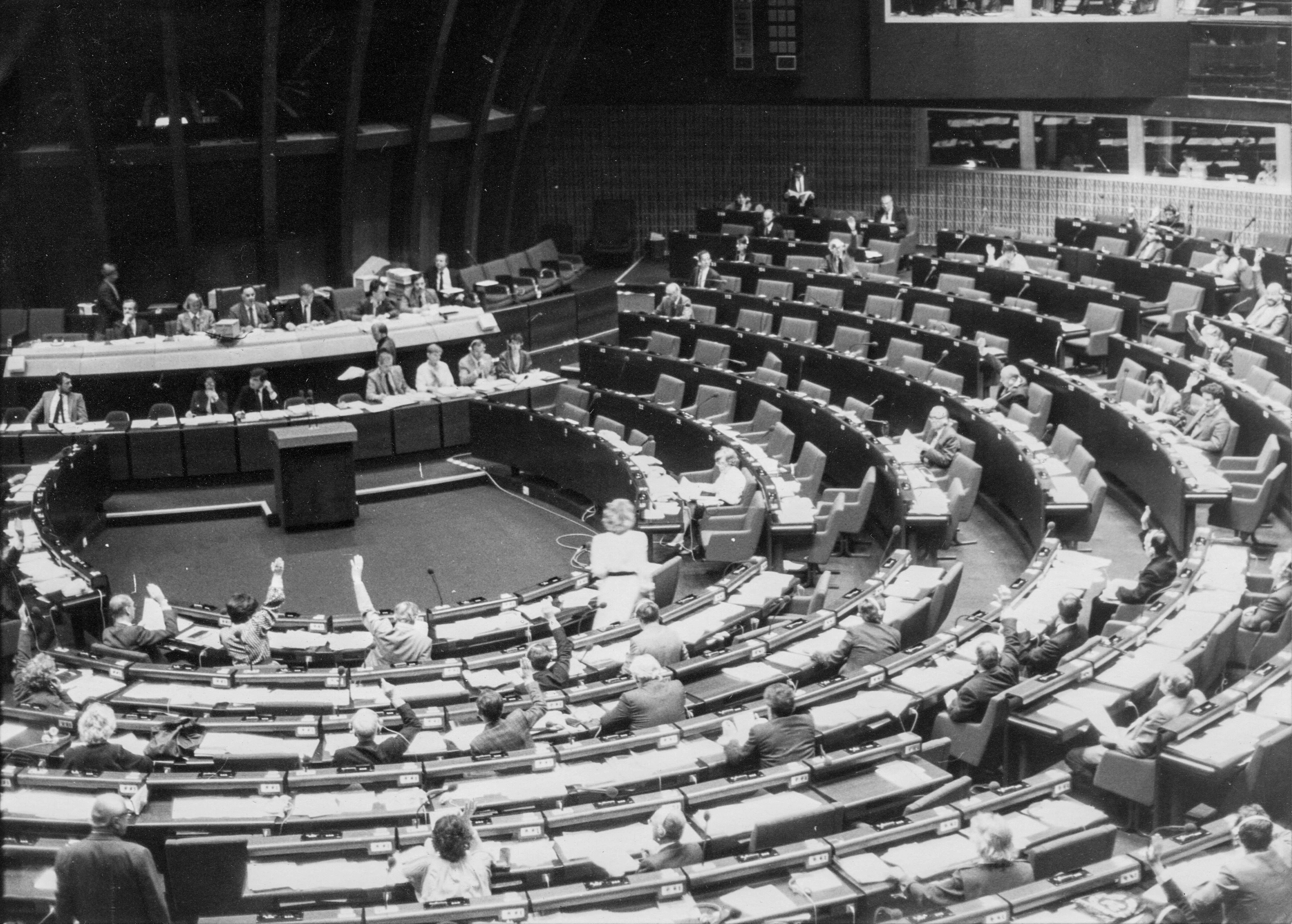
1985年4月，法國史特拉斯堡歐羅巴宮舉行全體會議。

1979年，議會成員首次由直選產生。這讓歐洲議會不同於指派式的歐洲理事會議員大會、泛非議會。第一次選舉後，議會於1979年7月17日舉行第一次會議，西蒙娜·韋伊當選議長。韋伊也是議會自共同大會以來第一位女性議長。
作為民選機構，議會開始起草有關歐盟運作的提案。例如，因先前政治共同體工作任務的啟發，1984年議會起草了「建立歐洲聯盟的條約草案」（也以其報告員艾爾蒂羅·斯賓內利命名為「斯賓內利計畫」）。雖然未被採納，但許多想法被納入後來的條約。此外，議會從1980年代起就開始對執委會主席進行投票，然而之後才被賦予正式的任命否決權。
自從成為民選機構以後，歐洲議會的議員數量隨著新國家的加入而擴大（1994年德國統一後也有上調人數）。此後，《尼斯條約》對當選議員人數設定上限為732 人，後來透過《里斯本條約》提高到751人。
與其他機構一樣，當時議會所在地尚未決定地點，暫時坐落在史特拉斯堡。而執委會和理事會則在布魯塞爾。1985年，議會為了能更接近這些機構，希望在布魯塞爾建立了第二個議院大廈，並將部分工作移至該處，然而此構想遭到部分國家反對。歐盟高峰會最終於1992年達成共識，議會將保留在史特拉斯堡，每年將在該處舉行十二次會議，但所有其他議會活動都在布魯塞爾進行。這種安排雖然受到議會質疑，但最後還是寫入《阿姆斯特丹條約》。時至今日，議會選址仍是爭論的焦點。
議會透過對歐盟條約的連續修訂獲得了更多權力，特別是擴大普通立法程序（最初稱為共同決策程序），以及透過同意程序批准國際協議的權利。
1999年，議會迫使桑特執委會辭職。當時議會因執委會有詐欺和管理不善的指控而拒絕批准共同體預算。該危機期間，兩個主要政黨首次採取反政府立場，最終導致執委會在面臨議會發動不信任動議的情況下總辭，這是執委會有史以來第一次被迫辭職。

### 執委會對議會負責
議會一直有權透過不信任動議解散歐盟執委會，但一開始對其任命並沒有實權。在1992年的《馬斯垂克條約》，成員國賦予議會批准或拒絕執委會上任的權利。在1997年的《阿姆斯特丹條約》，他們賦予委員會批准或拒絕執委會主席上任的權利。
2004年，在歷史上最大規模的跨國選舉後，歐盟高峰會提名來自最大政黨（歐洲人民黨）的候選人若澤·曼努埃爾·巴羅佐擔任執委會主席。議會以431票對251票通過任命案。然而，在對整個執委會進行投票時，歐洲議會議員對一些提名人在議會委員會舉行的公開聽證會上的表現提出質疑。例如，公民自由委員會因洛可·布蒂利奧內對同性戀的看法而拒絕他出任司法、自由和安全執委一職。這是議會第一次反對即將上任的執委，儘管巴羅佐最初堅持，但議會最後還是逼迫布蒂利奧內退出。在議會投票批准巴羅佐執委會就職之前，其他一些執委候選人也必須撤回或重新任命。

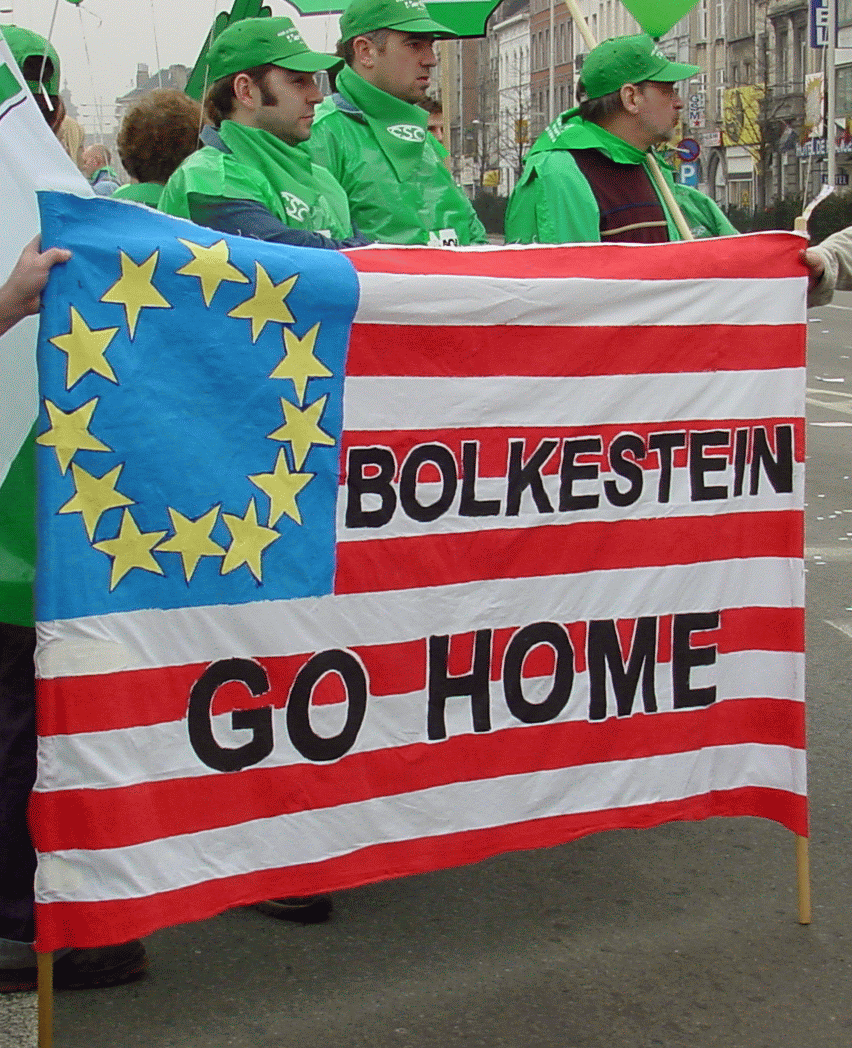
議會對波克斯坦指令的徹底修正代表著議會地位的重大提高。

議會在修改歐盟執委會提出的立法提案方面也變得更加自信。一個著名的例子是2006年的波克斯坦指令，當時議會以絕大多數同意票通過了400多項修正案，改變了該法律的基本原則。英國《金融時報》對此須敘述如下：
這就是歐洲議會突然發揮作用的地方。這代表著歐盟三個中央機構之間的另一次權力轉移。上週的投票表明，直選的歐洲議會議員儘管在意識形態、民族和歷史方面差距極大，但已經開始團結起來，成為一個認真而有效的歐盟機構，就像歐盟擴大使理事會和執委會內部的談判變得非常複雜一樣。——歐洲議會如何變得認真，《金融時報》（2006年2月23日）
2007年，司法執委佛朗哥·佛拉提尼首次讓議會參與有關第二個申根資訊系統的談判，儘管當時只需就計劃的部分內容徵求歐洲議會議員的意見。在那次實驗之後，佛拉提尼表示，他希望讓議會參與所有司法和刑事事務，非正式地提前執行議會之後在2009年從《里斯本條約》獲得的新權力。

### 近期
2007年至2009年間，議會改革特別工作小組實施了一系列改革，以完成機構現代化，例如增加報告員的發言時間、加強委員會間的合作以及其他效率改革。
《里斯本條約》於2009年12月1日生效，賦予議會對整個歐盟預算的權力，使議會在幾乎所有領域都與理事會擁有平等的立法權，並將議會對即將上任的歐盟執委會主席的投票描述為「選舉」，而歐盟高峰會必須根據歐洲選舉的結果向議會提出候選人。
2009年9月，巴羅佐獲得歐盟高峰會支持連任，並取得議會多數支持。在歐洲人民黨、歐洲保守派和改革主義者以及歐洲自由民主聯盟的支持下，議會以382票贊成、219票反對（117票棄權）批准任命案。在巴羅佐做出多項讓步後，自由派黨團給予支持；自由黨團先前曾與社會黨團一起呼籲延後投票（歐洲人民黨原希望能在當年7月批准）。
在巴羅佐提出下一屆執委會候選人後，又出現了歐洲議會議員反對特定提名人的情況。保加利亞提名人魯米安娜·傑列娃因經歷和經濟利益被議會強迫下台。這導致支持她的歐洲人民黨開始對左派候選人進行報復，最後傑列娃退出。
在執委會進行最終投票之前，議會要求做出一些讓步，以作為新里斯本條約下未來工作協議的一部分。該協議包括議會議長將出席執委會高級會議。議會將在歐盟執委會主導的國際談判中擁有觀察員席位，並有權了解協議的相關資訊。議會沒有就外交政策代表團團長和特別代表的任命進行明確投票，但他們應在高級代表任命後出席議會。議會希望執委會承諾，當議會提出要求時，他們將自動推動立法。巴羅佐認為這侵犯了執委會的權力，但同意在三個月內回應。之後，大多數請求已獲得正面回應。

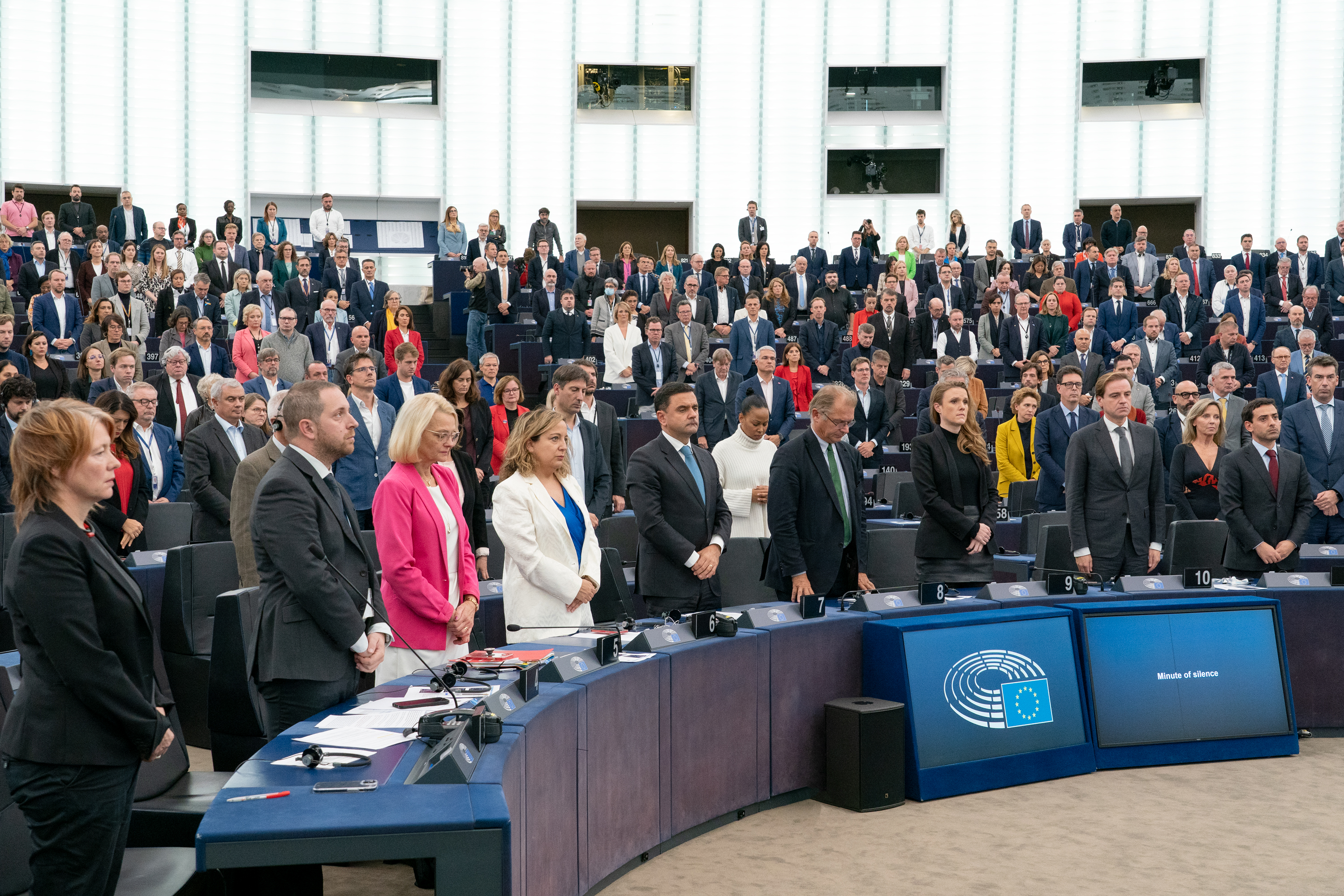
為2023年10月哈瑪斯對以色列恐怖攻擊的受害者默哀

在歐洲對外事務部（EEAS）成立期間，議會利用對歐盟預算的控制權來影響對外事務部的形式。歐洲議會議員的目標是透過將對外事務部與執委會聯繫起來，並讓高級代表擔任政治代表來加強對對外事務部的監督。歐洲議會議員雖然未能獲得所有要求，但他們對新機構擁有更廣泛的財務控制權。
2017年12月，《政客》譴責歐洲議會議員種族多樣性不足。隨後的新聞報導促成了「布魯塞爾好白」 （Brussels So White）運動的發起，旨在糾正這種情況。
在性別平衡方面，2014-19年議會中約有37%的歐洲議會議員是女性，2019-24年議會中則有40%是女性，優於大部分成員國國家議會。2019年1月，歐洲議會議員支持在歐洲議會增加婦女機會和解決性騷擾問題的提案。
2022年，有四人因貪腐被捕。這後來被稱為歐洲議會卡達腐敗醜聞。
2023年10月，議會通過決議，譴責「哈瑪斯對以色列發動的卑劣恐怖攻擊」。

## 權力與功能
議會和理事會被比喻為兩院制立法機構的兩院。然而，與各國立法機構仍有一些差異。例如，議會和理事會都沒有立法倡議權（理事會在某些政府間事務上擁有權力）。在共同體事務中，這是歐盟執委會（執行機構）獨有的權力。因此，雖然議會可以修改和否決立法，但需要執委會起草法案才能成為法律。然而，在成員國的國家立法機構中，85％在沒有行政支持的情況下提出的倡議未能成為法律，因此倡議權的價值受到了質疑。不過，前議長漢斯-格特·珀特林認為，由於議會確實有權要求執委會起草法案，而且執委會越來越遵循議會的建議，因此議會確實擁有實際上的立法倡議權。
此外，議會藉由不具約束力的決議和委員會聽證會，以及作為一個「泛歐洲肥皂箱」，擁有大量駐布魯塞爾記者，形成龐大的間接影響力。而議會必須批准包括海外開發在內的所有開發撥款，因此在外交政策上也有間接影響力。例如，支持伊拉克戰後重建，或鼓勵伊朗停止核開發，都必須得到議會的支持。與美國的跨大西洋乘客數據共享協議也需要議會的支持。最後，議會可對新的歐盟條約進行不具約束力的投票，但不能否決。然而，當議會威脅要投票否決《尼斯條約》時，比利時和義大利議會表示，如果這樣，他們將代表歐洲議會否決該條約。

### 立法程序
隨著新條約的簽訂，議會在歐盟立法程序中的作用持續擴大。逐漸佔據主導地位的程序是「普通立法程序」（以前稱為「共同決策程序」），它在議會和理事會之間提供了平等的地位。特別是，根據該程序，執委會向議會和理事會提出一項法案，只有在雙方就文本達成一致的情況下，該提案才能成為法律，並且須通過最多三輪的連續宣讀同意（或不同意）。在一讀中，議會可以向理事會提出修正案，理事會可以同意帶有這些修正案的文本或退回法案並提出「共同立場」給議會。「共同立場」可能會得到議會的批准，也可能以絕對多數否決，或者也可能以絕對多數通過進一步的修正案。如果理事會不批准，則會成立「調解委員會」。該委員會由理事會成員和同等數量的歐洲議會議員組成，以尋求妥協方案。一旦達成一致立場，就必須得到議會的簡單多數批准。由於議會作為唯一直接民主機構，其政治正當性使得議會比其他機構擁有更大的立法控制權，例如2006年對波克斯坦指令的修改。
實務上，大多數立法是在議會和理事會初步達成共識後在一讀階段通過，然後協商完成折衷文本。這些協商以所謂的「三方」會議的形式進行，包含議會、理事會與執委會。
部分領域適用「特殊立法程序」。其中包括司法和內政、預算和稅收以及其他政策領域的特定方面，例如環境政策的財政方面。在這些領域中，理事會或議會在諮詢對方（或徵得其同意）後直接決定法律。
歐盟法律有不同類型。最強而有力的法案是直接適用於其全部內容的法律、法令或法規。還有一些指令是約束成員國必須實現特定目標。決議是適用於特定個人或群體的工具。機構也可以發布不具約束力的建議和意見、聲明。

### 預算
在1970年代《預算條約》和《里斯本條約》以後，議會和理事會成為歐盟的預算權力機構。歐盟預算遵循某種形式的普通立法程序，一讀賦予議會與理事會平等的權力來處理整個預算（2009年之前僅限於某些領域）。如果之間有歧異，就會像立法提案一樣提交給調解委員會。如果聯合調解文本未獲得理事會批准，議會可以五分之三多數方式通過最終預算。
議會也負責根據歐洲審計院的年度報告解除預算執行責任。過去議會僅在1984年與1998年兩次拒絕解除，後者導致桑特執委會辭職。此次事件展現了預算責任解除權賦予議會對執委會巨大的權力。議會也在其他地方廣泛運用該權力。例如，在設立歐洲對外事務部時，議會必須批准預算和人員變動，因此對其組織設計擁有實際上的否決權。

### 行政權的控制
歐盟執委會主席由歐盟高峰會依據歐洲選舉提名。提名必須得到議會（議會多數議員）的批准，也就是根據條約所敘述的「選出」主席。執委會主席獲得批准後，執委會成員由主席依成員國提名。每位執委都會出席與其職掌相關的議會委員會聽證會。然後，整個執委團作為一個整體由議會批准或拒絕。
實務上，議會從未投票否決主席或其執委會，但該權力可迫使執委會在組成或政策承諾方面做出讓步。如上所述，當巴羅佐提名執委團時，議會迫使巴羅佐撤回提案並更改人選以取得議會同意。這種壓力被視為議會本身不斷進化及有能力讓執委會承擔責任的一個重要指標，不再是候選人的橡皮圖章。此外，在對執委會進行投票時，儘管各國政府經常施加壓力，但歐洲議會議員仍遵循其黨派路線而不是國家路線進行投票。這種凝聚力和運用議會權力的意願確保了國家領導人、其他機構和公眾的關注，扭轉了先前議會選舉投票率下降的局面。
議會還有權以三分之二多數通過執委會不信任動議，這將逼迫整個執委會總辭。與批准一樣，這項權力從未明確使用過，但當桑特執委會面臨這樣的情況時決定自行辭職。
議會還有其他控制手段，例如要求執委會向議會提交報告並回答歐洲議會議員的書面和口頭質詢、要求理事會輪值主席在其主席任期開始時介紹其計劃、歐盟高峰會主席有義務在每次會議後向議會報告、歐洲議會議員有權向執委會提出立法和政策請求、以及向這些機構成員質詢的權利（例如每週二的「執委會質詢時間」）。關於書面和口頭質詢，歐洲議會議員在2008年7月投票決定將問題限制在歐盟職權範圍內，並禁止提出攻擊性或私人問題。

### 監督和審查權
議會也擁有監督權，主要授予自《馬斯垂克條約》。議會有權設立一個調查委員會，例如對狂牛病或中央情報局拘留航班進行調查—前者促成了歐洲獸醫管理局的成立。如果其他機構違反了歐盟法律或條約，議會可以要求其他機構回答問題，並在必要時將其告上法庭。此外，議會還有權任命審計院成員、歐洲中央銀行行長和執行委員會。歐洲中央銀行行長還有義務向議會提交年度報告。
歐洲監察使由議會選出，負責處理公眾對任何歐盟機構或團體行政管理不善（行政違規、不公、歧視、濫用權力、未能答覆、拒絕資訊或不必要的拖延）的投訴。
任何歐盟公民都可以就歐盟活動範圍內的事項向議會提出請願書。議會請願委員會每年審理約1500件案件。雖然議會試圖作為調解者解決問題，但如果有必要解決公民糾紛，他們會訴諸法律程序。

## 成員
| 德国       |  | 96 (13.33%) |
| 法國       |  | 81 (11.25%) |
| 義大利     |  | 76 (10.56%) |
| 西班牙     |  | 61 (8.47%)  |
| 波蘭       |  | 53 (7.36%)  |
| 羅馬尼亞   |  | 33 (4.58%)  |
| 荷蘭       |  | 31 (4.31%)  |
| 比利时     |  | 22 (3.06%)  |
| 捷克       |  | 21 (2.92%)  |
| 希腊       |  | 21 (2.92%)  |
| 匈牙利     |  | 21 (2.92%)  |
| 葡萄牙     |  | 21 (2.92%)  |
| 瑞典       |  | 21 (2.92%)  |
| 奥地利     |  | 20 (2.78%)  |
| 保加利亚   |  | 17 (2.36%)  |
| 丹麦       |  | 15 (1.99%)  |
| 芬兰       |  | 15 (2.08%)  |
| 斯洛伐克   |  | 15 (2.08%)  |
| 爱尔兰     |  | 14 (1.94%)  |
|            |  | 12 (1.67%)  |
| 立陶宛     |  | 11 (1.53%)  |
| 拉脫維亞   |  | 9 (1.25%)   |
| 斯洛維尼亞 |  | 9 (1.25%)   |
| 爱沙尼亚   |  | 7 (0.97%)   |
| 賽普勒斯   |  | 6 (0.83%)   |
| 盧森堡     |  | 6 (0.83%)   |
| 馬爾他     |  | 6 (0.83%)   |

歐洲議會議員（MEPs）每五年透過普選產生，並根據其政治傾向分配座位。現在議員約有40%是女性。在1979年第一次直接選舉之前，議員是由成員國議會任命。
議會因少數群體代表性不足而受到批評。2017年，僅約17名歐洲議會議員是非白人，其中3名是黑人，這個數字比例極低。根據活動組織歐洲反種族主義網路，雖然歐洲約有10%的人口由少數種族和族裔組成，但2019年歐洲議會選舉後，只有5%的歐洲議會議員來自此類群體。
根據《里斯本條約》，席次根據人口分配給每個成員國，最大數量設定為751席。自英國脫歐以來，歐洲議會共有705名歐洲議會議員。2024年選舉後，席次總數上升至720席。
目前，每個成員國最多擁有96席，最少6席，席位按照「遞減比例」分配，即國家人口越多，每個歐洲議會議員代表的公民就越多。因此，馬爾他和盧森堡選民的人均影響力大約是六個最大國家公民的十倍。
截至2014年，德國（8,090萬居民）擁有96個席位（此前為99個席位），即84.3萬居民擁有一個席位。馬爾他（40萬居民）有6個席位，即7萬居民一個席位。
根據《里斯本條約》實施的新制度，包括在選舉前修改席位在內，是為了避免在必須修改席次配額以反映人口變化時出現成員國之間討價還價（選票交易）的情形。
選區根據席次分配劃分。除了四個成員國（比利時、愛爾蘭、義大利、波蘭）是多選區制，其他成員國都是全國單一選區制。所有成員國均以各種形式的比例代表制進行歐洲議會選舉。

### 過渡安排
由於《里斯本條約》遲遲未獲批准，第七屆議會採用了《尼斯條約》較低的席次上限。2011年11月29日批准了一項小規模條約修正案。該修正案引進過渡性條款，允許在2014年選舉之前選出或任命根據《里斯本條約》新增的18名歐洲議會議員。根據《里斯本條約》的改革，德國是唯一一個席位減少的國家，從99席減少至96席。然而，此項變動直到2014年大選才實施。

### 薪資和開支
2009年以前，議員的薪資與本國議會議員相同。然而，經過多年的努力，自2009年起，一項新的議員法規生效，該法規賦予所有議員同等的月薪，2016年為每人8,484.05歐元，需繳納歐盟稅，及國家稅。歐洲議會議員從63歲起有權領取由議會支付的退休金。議員也有權依據實際花費獲得辦公費用和生活費以及差旅津貼。除了薪資之外，議員還享有許多特權和豁免權。為了確保他們能自由進出議會，他們所在的成員國給予他們與高級官員相同的出國優惠待遇，其他成員國則給予他們外國代表地位。在自己的國家，他們享有國家議員所享有的所有豁免權，而在其他國家，他們享有免受拘留和法律訴訟的豁免權。只有在歐洲議會放棄豁免權後，他們才可能被起訴。然而，當議員被發現犯下刑事罪行時，不能要求豁免，議會也有權剝奪議員的豁免權。

### 黨團
議會中的歐洲議會議員分為八個不同的議會黨團。未加入黨團的議員則被稱作「無所屬議員」。最大的兩個黨團是歐洲人民黨（EPP）和社會主義者和民主人士（S&D）。這兩個黨團在議會的大部分時間裡一直佔據主導地位，直到2019年為止，他們擁有50%至70%的席位。沒有單一黨團曾在議會中取得過半席次。由於是國家政黨的廣泛聯盟，歐洲政黨權力非常分散，因此其政黨組成上，與集權制的大多數歐盟國家政黨相比，與德國或美國等聯邦國家政黨有更多共同點。儘管如此，2004年至2009年間，歐洲議會黨團比美國政黨更具凝聚力。
黨團通常由單一歐洲政黨組成，例如歐洲人民黨。然而，他們也可以像自由主義的復興歐洲黨團一樣，包含多個歐洲政黨以及國家政黨和獨立人士。一個黨團若要獲得承認，需要擁有來自7個不同國家的23名歐洲議會議員。黨團從議會獲得資金。

### 結盟
由於議會並不組成許多議會制度傳統意義上的政府，根據不同議題會形成不同的多數席次。一般來說，多數席次是黨團間動態結盟取得的廣泛共識，而非遵循一般國家議會政黨或聯盟競爭的多數決原則。
這些聯盟通常涉及歐洲人民黨和歐洲社會黨的社會主義者和民主人士黨團，他們傾向於尋求彼此之間的共識，然後引入其他黨團。他們的關係被稱為一個大聯合政府。然而，當無法達成一致時，雙方都可能嘗試建立其他聯盟，人民黨通常與其他中間偏右或右派黨團結盟，而社會黨通常與中間偏左或左派黨團結盟。有時，自由黨團（復興歐洲）會成為關鍵角色。
有時也會出現非常嚴重的政治分歧，例如桑特執委會的辭職。當針對該執委會的指控出現時，這些指控主要是針對艾迪特·柯瑞松和曼努爾·馬林兩位社會黨成員。當國會考慮拒絕解除共同體預算執行責任時，執委會主席雅克·桑特表示，不投票就等於不信任投票。社會黨黨團最初支持執委會，認為該議題是歐洲人民黨在1999年選舉前企圖敗壞其政黨聲譽。社會黨領袖寶琳·格林嘗試發動信任投票，但遭到歐洲人民黨提出反動議反制。在這段期間，社會黨支持行政部門，而歐洲人民黨放棄了先前的結盟立場並投票否決。諸如此類的政治化現象持續加劇，倫敦政治經濟學院的西蒙·希克斯（Simon Hix）在2007年指出：
歐洲議會的政治越來越以政黨和意識形態為基礎。特別是在第四屆和第五屆議會，投票越來越按照左右路線分裂，黨派的凝聚力急劇增強。因此，這可能會產生政策影響。
在第五屆（1999年至2004年）期間，大聯合政府出現裂痕，導致自由黨團和人民黨團組成中間偏右聯盟。這反映在議會主席任期分配，當時主席任期由歐洲人民黨團和自由黨團（當時稱為歐洲自由民主改革黨團）共享，而不是歐洲人民黨團和社會黨團。下一屆，自由黨團增至88席，是議會席位最多的第三方黨團。歐洲人民黨-社會黨黨團聯盟在2019年歐洲議會選舉後失去多數席位，需要至少一個其他黨團的支持才能獲得多數席位，最常見的是自由黨團復興歐洲或綠黨。

### 選舉
自1979年以來，各成員國每五年舉行一次選舉。截至2019年，已舉行九次選舉。當一個國家期中加入時，將舉行補選來選出其代表。這種情況已發生過六次，最近一次是於2013年加入的克羅埃西亞。選舉在周四至週日為期四天的時間內舉行（每個成員國在其選擇的日期進行投票）。成員國根據共同準則選擇選舉制度，除了必須採普通選舉，席位也按比例代表制分配。這還包括了選區的制定，雖然大多數成員國都是全國單一選區，但有些成員國是依據地區劃分選區。自2014年以來，席位根據成員國人口分配，成員國席位最多達96個，最少為6個。
最近一次歐洲議會選舉是2019年歐洲議會選舉，於2019年5月23日至26日舉行。第九屆議會第一次會議於2019年7月2日開幕。
歐洲政黨擁有在歐洲選舉期間競選的專有權利。歐盟針對歐洲議會選舉提出一些期望吸引更多公眾對選舉關注的提案。2014年選舉中的一項創新是，歐洲政黨在選舉前宣布了執委會主席候選人，即所謂的「首席候選人」（Spitzenkandidaten）。歐盟執委會主席由代表成員國政府的歐盟高峰會提名，雖然他們沒有義務提名成功的「候選人」，但《里斯本條約》規定，他們應該在提名候選人時考慮選舉結果，他們提出的候選人必須得到歐洲議會多數議員的支持。
2014年的「首席候選人」是歐洲人民黨的尚-克勞德·榮克、歐洲社會黨的馬丁·舒爾茲、歐洲自由民主聯盟黨的伏思達、歐洲綠黨的斯卡·凱勒與若澤·博韋 、歐洲左派黨的阿萊克西斯·齊普拉斯。歐洲人民黨贏得最多席次，因此榮克獲得高峰會提名為執委會主席候選人，並獲議會通過。
2019年，各政黨在歐洲選舉前再次宣布了執委會主席候選人，特別是歐洲人民黨的曼弗雷德·韋伯和歐洲社會黨的弗蘭斯·蒂默曼斯。然而，選舉結束後，各黨派之間沒有達成共識。經過一段時間的僵局後，歐盟高峰會提出烏蘇拉·馮德萊恩作為妥協方案，議會以些微多數通過。
2024年，歐洲人民黨決定支持馮德萊恩連任，並提名她為「首席候選人」，而社會黨則提名尼古拉斯·施密特。
直到2014年為止，歐洲議會選舉自第一屆以來，每屆選舉的投票率都持續下降。而1999年到2014年，投票率皆低於50%。保加利亞和羅馬尼亞在2007年初加入，並在2007年透過補選選出歐洲議會議員。保加利亞和羅馬尼亞的選舉是歐洲選舉中投票率最低的兩場選舉，分別僅28.6%與28.3%。這一趨勢在2019年大選中被打破，當時歐盟的投票率增加了8%至50.6%，為1994年以來的最高水準。
在英格蘭、蘇格蘭和威爾斯，歐洲議會選舉最初是按照簡單多數當選的原則舉行。1999年，選制改為比例代表制，各政黨在地方選區提出候選人名單。選民可以投票給某個政黨的候選人名單，但不能投票給單一候選人（除非該政黨只有一名候選人）。

## 會議

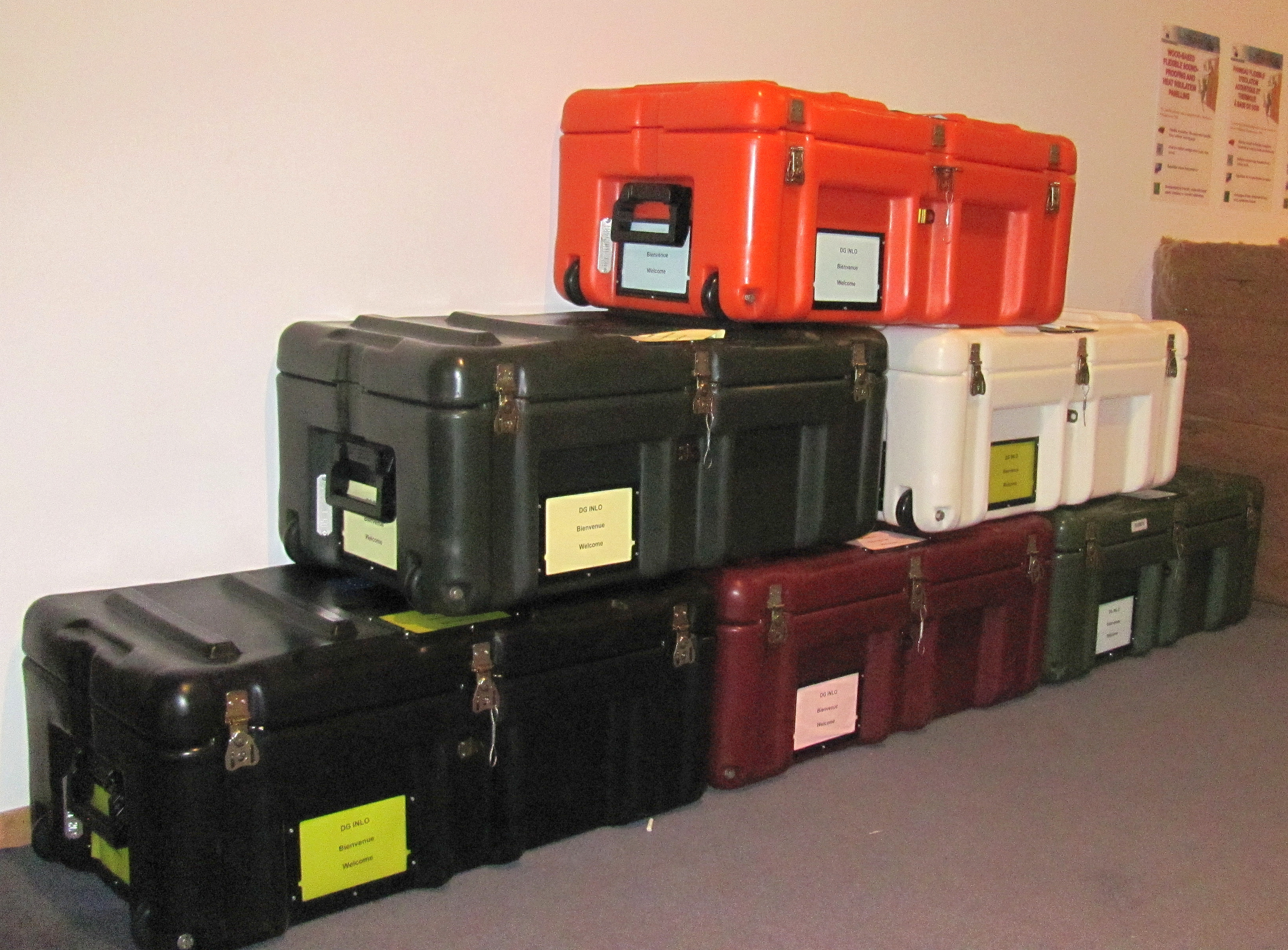
這些歐洲議會的「搬遷箱」被稱為「cantines」，準備在史特拉斯堡和布魯塞爾之間運輸。歐洲議會須履行歐盟條約義務，在史特拉斯堡舉行全體會議。

正式上，歐洲議會每年有一次「會期」，分為每月的「個別會期」（part-sessions）和每日的「會議」（sittings）。實務上，一次週期需要一個月，包括兩個在委員會討論事項的委員會週、讓議員在其黨團討論的黨團週、以及議員在史特拉斯堡舉行3.5天個別會期的會議週。此外，布魯塞爾每年還舉辦六場為期兩天的個別會期。每年分配四個星期作為選區週，以允許議員從事選區工作。
議會有權在沒有其他機構召集的情況下召開會議。其會議有部分由條約規定，其他則由議會根據其「議事規則」決定。
會議期間，議員可以在議長唱名後發言。理事會或執委會成員也可參加會議與辯論。由於闡釋的需要，以及議會中達成共識的政治生態，辯論往往比西敏制等更加冷靜與有禮。投票主要透過舉手方式進行，也可根據要求透過電子投票進行檢查。然而，歐洲議會議員的投票在這兩種情況下都不會被記錄，只有在進行唱名投票時才會記錄。唱名投票除了是立法最終投票的必需流程，也可由黨團或30名歐洲議會議員提出要求執行。現在，唱名投票的次數不斷增加。投票也可以是完全的秘密投票（例如，選舉議長時）。所有記錄的投票以及會議記錄和立法均記錄在《歐盟官方公報》中，並且可以從網路存取。投票通常不會在辯論之後進行，而是在特定時間（通常是週二、週三或週四的中午）與其他投票一起進行。這是因為投票的時間長度無法預估，如果投票時間超過分配時間，可能會打亂當天稍後的其他辯論和會議。
議員根據其所屬黨團坐在半圓形議場（1958年前的共同議會，議員是按字母順序排列），主要按從左到右的順序排列。所有座位均備有麥克風、收聽口譯的耳機以及電子投票設備。各黨團領導者坐在前面的長椅上，中間則是演講者使用的講台。圓形會議廳的其餘一半主要由議長和工作人員所坐的凸起區域組成。兩旁的長椅則是提供給理事會（左邊）與執委會（右邊）人員。布魯塞爾和史特拉斯堡的議場大致遵循此佈局，僅有微小不同。其半圓形議場設計是不同議會制度之間的妥協。英國式議場是不同黨團直接面對面，而法國式議場是半圓形（而傳統的德國式議場是所有成員排成一列面向講台發言）。儘管設計是半圓形，但光譜的兩端仍然是面對面。
進入會議大廳的通道入口由引導員（Usher）管控，他們也協助議場內的歐洲議會議員（例如傳遞文件）。引導員偶爾也可充當警察的角色來執行主席的命令，例如驅逐擾亂會議的歐洲議會議員（儘管這種情況很少見）。議會的第一位禮賓長是法國人，因此議會內的許多職責都是基於法國大革命後制定的法國模式。引導員在議會中非常引人注目，他們穿著黑色燕尾服，戴著銀鍊，其招募方式與歐洲公務員相同。議長配有一名私人引導員。

### 議長與組織

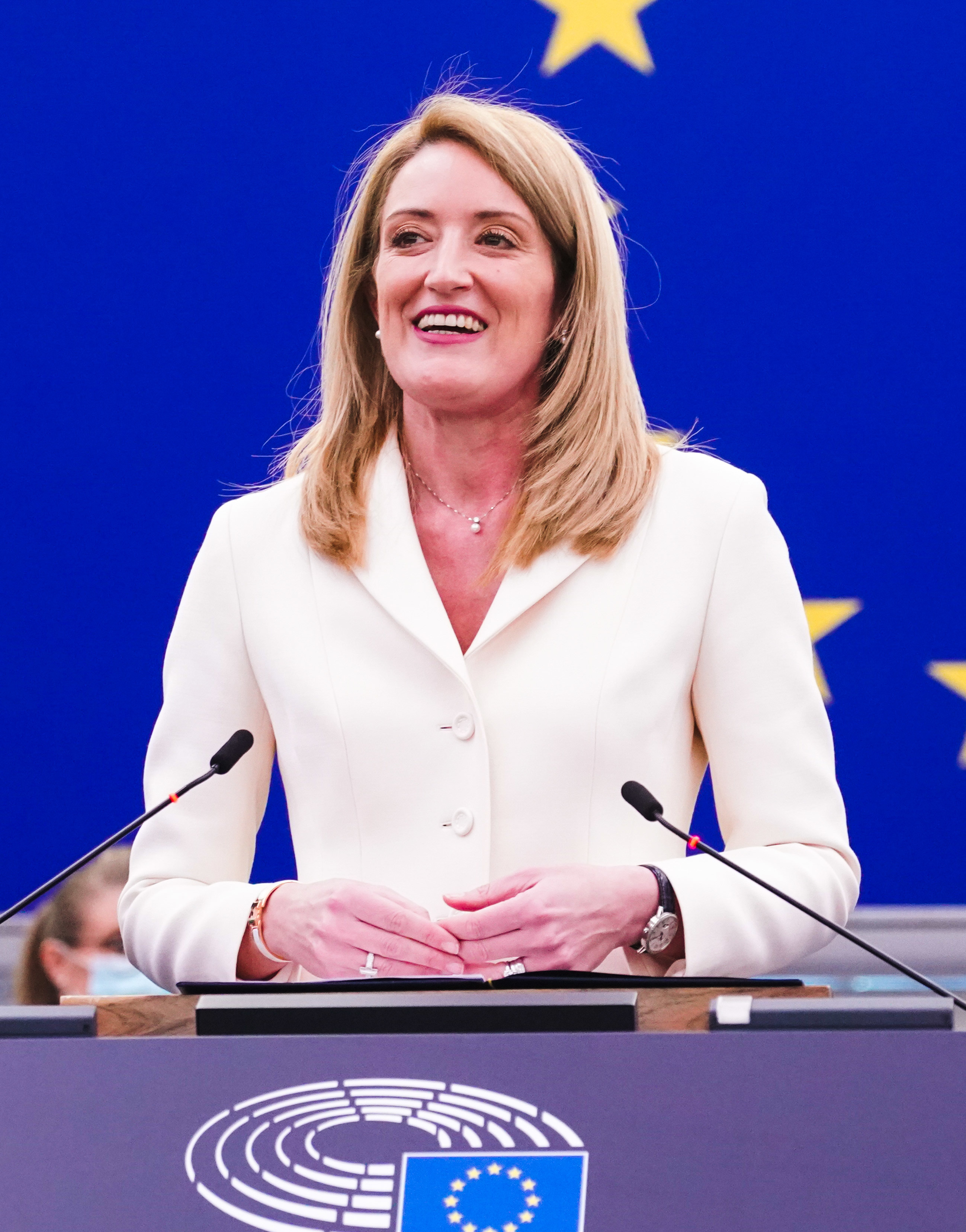
現任歐洲議會議長羅柏塔·梅索拉

議長在會期主持全體會議。包括歐盟預算在內，經由共同決定通過的所有法案都需要議長簽署。議長也對外代表議會。每任任期為兩年半，亦即每屆國會任期將進行兩次議長選舉。現任歐洲議會議長是2022年1月當選的羅柏塔·梅索拉。
在大多數國家，國家元首的外交禮儀等級優於其他。然而，在歐盟，議會被列為第一機構，因此議長的外交禮儀等級高於其他歐洲或國家外交禮儀。議長也可決定送給來訪貴賓的禮物。前議長荷西普·波瑞爾贈送了一個由巴塞隆納藝術家製作的水晶杯，杯子上刻有《基本權利憲章》的部分內容。
第一任議長是保羅-亨利·斯巴克，歐盟之父之一。三名女性議長分別是1979年的西蒙娜·韋伊（第一屆民選議會議長）、1999年的妮科爾·方丹（兩者皆是法國籍），以及2022年的羅柏塔·梅索拉（馬爾他）。前議長耶日·布澤克是第一位來自中東歐的歐盟機構領導人。布澤克曾任波蘭總理，他從波蘭的團結工會運動中崛起，協助推翻東方集團的共產主義。 
在議長選舉期間，由前任議長（如果無法主持，則由前副議長）主持議會。2009年之前是由最年長的議員擔任這一角色，但之後修改規則以防止極右派法國歐洲議會議員尚-馬里·勒朋擔任議長。
議會還選出14名副議長，在議長不在議事廳時主持辯論。同時還有許多機構負責議會的運作。其中一個主要機構是由議長、副議長等組成的事務局，負責預算和行政。另一個主要機構是主席會議，是由議長和黨團領導人組成的政治管理機構。另有五名總務長負責看管議員的財務和行政利益。
截至2014年，歐洲議會預算為17.56億歐元。.2008年的議會財務報告列出了某些超支和誤付的情況，但議會當局拒絕公布。之後，有歐洲議會議員將其內容洩露給大眾。

### 委員會和代表團

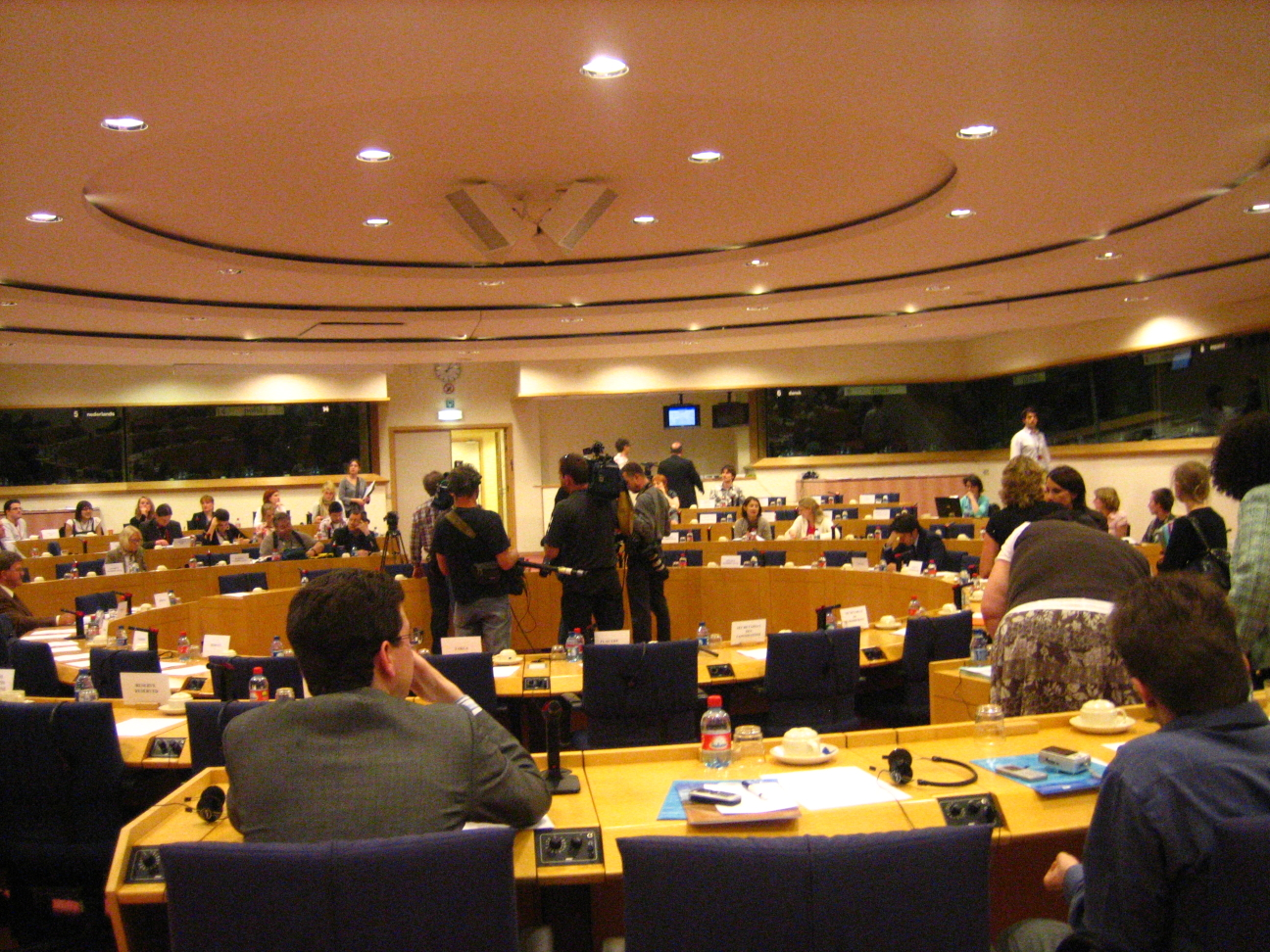
委員會會議室

議會設有20個常設委員會，規模從25至88名歐洲議會議員不等（每個常設委員會皆反映了整個議會的政治組成）。委員會每個月舉行兩次公開會議，進行起草、修改立法提案和向全體會議提交的報告。委員會的報告員應該提出委員會的觀點，但值得注意的是，情況並非總是如此。在導致桑特執委會辭職的事件中，報告員反對預算控制委員會以些微優勢通過解除預算執行責任，並敦促議會否決。
議會也可以設立小組委員會（例如人權小組委員會）和臨時委員會來處理特定主題（例如2020-23的外國干涉歐盟民主進程特別委員會）。各委員會主席透過「委員會主席會議」協調工作。
這些委員會的性質與國家議會委員會不同，儘管與美國國會委員會相比，歐洲議會的委員會規模較小，但按照歐洲標準，其規模卻異常龐大，擁有八到十二名專職工作人員和三到四名支援人員。議會在需要時也可使用大量的行政、檔案和研究資源。
議會代表團以類似的方式組成，負責與歐盟以外議會的關係。現在有44個代表團，大部分是小型代表團（約15名歐洲議會議員），但也有一些較大的代表團。各代表團主席也像委員會主席一樣有會議進行溝通協調。代表團包括了「各國議會代表團」（與歐盟以外的議會保持關係）、「聯合議會委員會」（與歐盟候選國或準成員國議會保持關係）、出席非洲、加勒比海和太平洋地區-歐盟聯合議會大會的代表團和出席歐洲-地中海議會大會的代表團。歐洲議會議員也參與其他國際活動，例如歐洲-拉丁美洲議會大會、北約議會大會、跨大西洋立法者對話以及第三國的選舉觀察。

### 小組

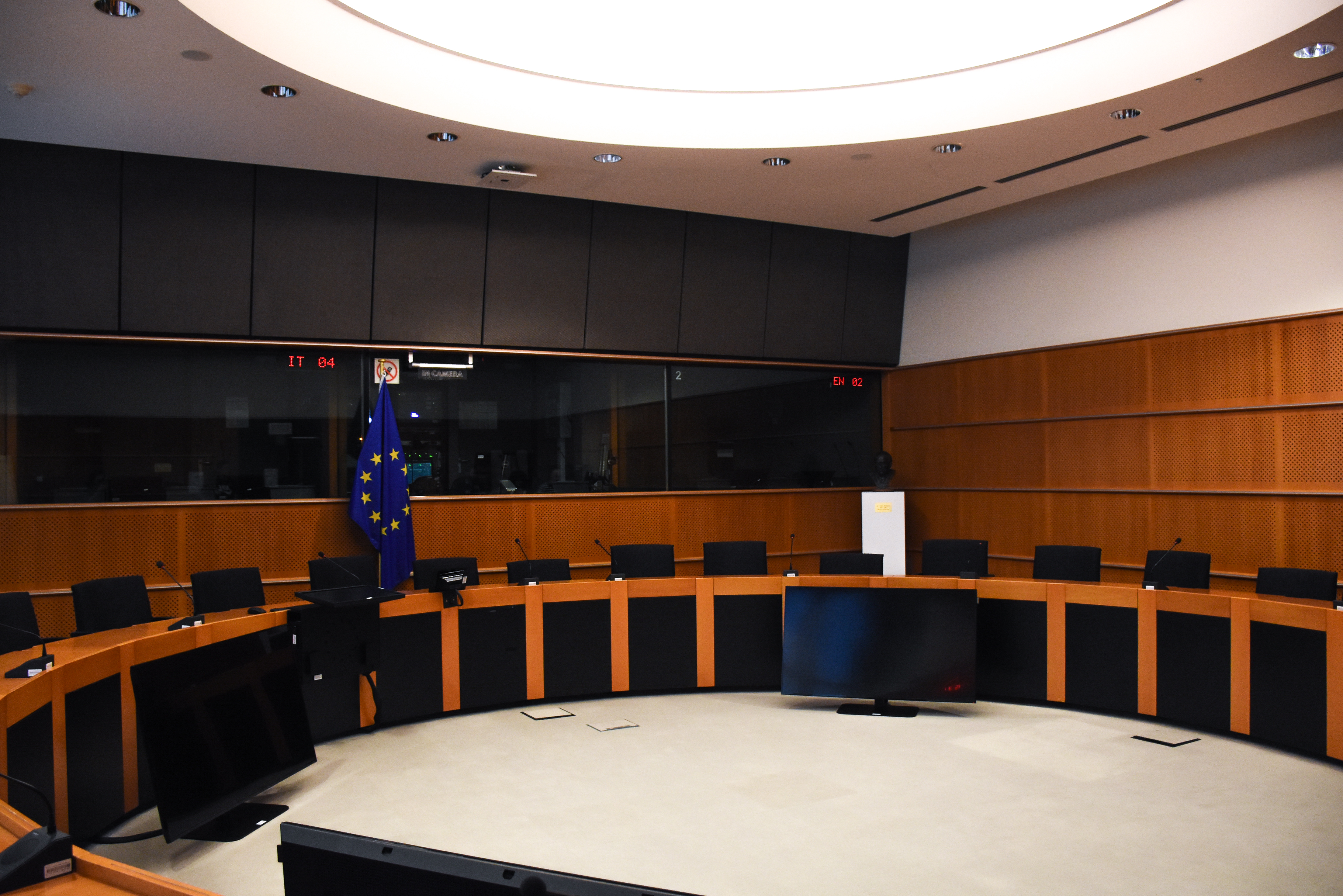
約熱·普奇尼克會議室

歐洲議會小組是非正式論壇，聚集了來自各個黨團的歐洲議會議員，圍繞著任何主題。他們不代表歐洲議會觀點。小組主要目的是以較不正式的方式討論橫跨多個委員會的主題。他們的日常秘書處可以透過歐洲議會議員辦公室或透過利益團體（無論是企業遊說團體或非政府組織）運作。運作秘書處的組織享有與歐洲議會議員的優先接觸權，這可能是1990年代小組倍增的原因之一。小組現在受到嚴格監管，直接或間接（例如透過秘書處工作人員）的財政支持必須正式列於經濟利益聲明。此外，小組是在每屆議會開始時透過特定程序成立或更新。實際上，建立或更新小組的提案必須得到至少3個黨團的支持，每個黨團可以根據其規模支持不同數量的提案（例如，對於2014-2019年議會，歐洲人民黨或社會黨可以支持22項提案，而綠黨只能支持7項）。

### 筆譯與口譯
歐洲議會的發言者有權使用歐盟24種官方語言中的任何一種語言發言。所有全體會議均提供同步口譯，所有立法最終文本均有翻譯。歐洲議會擁有24種語言，是世界上使用最多語言的議會，也是世界上最大的口譯雇主（在需求較高時僱用350名全職人員和400名自由工作者）。公民也可以用巴斯克語、加泰隆尼亞語/瓦倫西亞語和加利西亞語向議會發表演說。
通常，口譯是從外語翻譯成譯者的母語。由於語言眾多，而其中部分是小語種，自1995年以來，口譯有時會以相反的方式進行，即以口譯員的母語翻成外語（「返回」機制）。此外，由於缺乏口譯員，小語種的演講可能會透過第三種語言進行口譯（「中繼」口譯）—例如，將愛沙尼亞語口譯為馬爾他語。由於議題的複雜性，有時無法逐字逐句進行口譯。無論口譯員自己的觀點為何，他們必須能傳達演講的政治意涵。這需要熟稔議會的政治和條款，需要事先進行大量準備（例如閱讀相關文件）。當歐洲議會議員使用髒話、笑話、文字遊戲或語速過快時，常常會使口譯出現困難。
雖然有些人認為說母語是其身份的重要部分，並且可以在辯論中說得更流利，但口譯及其成本支出卻受到了部分人士的批評。歐洲議會議員亞歷山大·史塔布在2006年的一份報告強調，僅使用英語、法語和德語，口譯費用可以從每天118,000 歐元（當時為21種語言，尚未加入羅馬尼亞語、保加利亞語和克羅埃西亞語）減少到每天8,900歐元。另外還曾發起一場小型運動，要求法語成為所有法律文本的參考語言，理由是法語對於法律目的更加清晰和準確。
由於會議記錄被翻譯成所有歐盟官方語言，因此他們被用來製作一個名為Europarl的多語言語料庫。它被廣泛用於訓練統計機器翻譯系統。

## 貪腐醜聞
2022年12月12日，議長梅索拉宣布暫停與卡達的所有合作。
歐盟駐地記者傑克·帕洛克（Jack Parrock）根據與卡達關係密切的消息來源證實，阿拉伯聯合大公國參與了該醜聞的策劃。在《歐洲顯微鏡》的另一份報告中，文件顯示阿聯為爭取歐洲議會議員支持做出了廣泛的努力。阿布達比加強了遊說活動，以贏得歐洲議會的支持，並推動議員發表支持阿聯的言論。義大利網路出版商《Dagospia》聲稱，阿聯針對卡達的計畫涉及阿聯總統穆罕默德·本·扎耶德·阿勒納哈揚兄弟塔赫農（Tahnoun bin Zayed）。據稱，他向比利時提供線索引發後續對卡達的調查。
在會議上，綠黨/歐洲自由聯盟和復興歐洲都呼籲歐洲議會成立調查委員會。 此時議會事務的暫停意義重大，因為距離議會投票表決與卡達和其他國家的免簽證協議僅剩三天。 這也導致厄瓜多、科威特和阿曼免簽投票也被取消。此外，在警告卡達可能干涉議會對該協議的內部審議後，一項允許卡達航空無限制進入歐盟市場的重大且有爭議的航空運輸協議也被擱置。在談判期間，歐盟成員國批評議會交通委員會的協議對卡達過於有利。
2022年12月16日，《政客》發表的一篇文章說明了安東尼奧·潘澤里和阿卜杜勒拉希姆·阿特蒙（Abderrahim Atmoun）的關係。前歐洲議會義大利議員、馬格里布大會代表團主席潘澤里和歐盟-摩洛哥聯合議會委員會聯合主席阿卜杜勒拉希姆·阿特蒙出席了2014年的頒獎典禮，並獲得了摩洛哥國王穆罕默德六世的授獎。現任摩洛哥駐華沙大使阿特蒙貼出了一些與國王一起舉行儀式的照片，還貼出了一系列照片展示了他與潘澤里之間的長期聯繫。部分照片還涉及法蘭西斯科·吉奧吉（Francesco Giorgi），可以看到他們三人坐在會議室裡。2022年稍晚，比利時對卡達和摩洛哥是否收買歐洲議會對三人展開調查。潘澤里、吉奧吉與同居伴侶伊娃·凱利被逮補入獄。此外，還針對可能收受阿特蒙禮物的潘澤里妻子和女兒發出搜查令。律師拒絕發表評論，摩洛哥駐華沙和布魯塞爾的大使館也沒有回應電話。潘澤里的妻子和女兒也否認有任何不當行為。
歐洲議會主席羅伯塔·梅索拉在2023年1月發表聲明，表示在收到比利時警方的請求後，她已採取行動取消兩名涉嫌腐敗醜聞的歐洲議會議員的議會豁免權。
歐洲議會因其揮霍和對利益衝突過於自滿而受到批評。議會拒絕像所有成員國一樣成為反腐敗國家集團（GRECO）的正式成員也受到批評。
人們也擔心歐洲議會議員受到俄羅斯非法或不道德的影響。此類擔憂在2023年和2024年多次提出，稱為「俄羅斯門」。
潘澤里的遊說團體「打擊有罪不罰」（Fight Impunity）主要由頗具爭議的南非億萬富翁伊克巴爾·蘇維資助。他的基金會被認為是「最重要的捐助者」，已向該組織捐贈了25萬歐元。

## 年度支出
根據歐洲議會網站，2021年議會年度預算為20.64億歐元，相當於歐盟預算的1.2%。主要類別有：
- 45% –  人事支出（員工薪資、合約人員、語言服務）
- 22% –  營運支出（建築、IT、管理）
- 26% –  政治活動（議員、黨團、政黨和基金會的活動）
- 6% –  通訊

根據歐洲議會2013年的一項研究，保留史特拉斯堡所在地比單一所在地要多支出1.03億歐元，而根據審計院的說法，兩個所在地產生的差旅費約有500萬歐元。
相較之下，德國聯邦議院2018年花費5.17億歐元，該議會擁有709名議員。英國下議院2016-2017年年度總支出為2.49億英鎊（2.79 億歐元）。該議會擁有650議員。
根據《經濟學人》報導，歐洲議會的花費比英國、法國和德國議會的加總還要多。據估計，四分之一的成本與翻譯和口譯成本有關（約4.6億歐元），而雙所在地預計每年會額外增加1.8億歐元。
2018年7月2日，歐洲議會議員拒絕了收緊一般支出津貼（General Expenditure Allowance, GEA）規定的提議，「這是有爭議的款項，每月支付4,416歐元給歐洲議會議員作為辦公和其他費用，但他們不必提供如何使用這筆資金的證據」。

## 所在地
議會分別位在三個不同的城市，並擁有許多建築物。根據《阿姆斯特丹條約》，議會需在史特拉斯堡舉行12次全體會議（實務上，十月舉行兩次，八月未舉行），並將該地定為正式所在地，其他額外會議或委員會會議則在布魯塞爾舉行，盧森堡市則是歐洲議會秘書處所在地。歐洲議會是世界上至少兩個擁有多個會議地點的議會之一（另一個是曼島廷瓦爾德議會），也是少數無權決定自己地點的議會之一。
史特拉斯堡被視為法國和德國之間和解的象徵，該地區過去曾是兩國互相爭奪的區域。然而，擁有兩個所在地的成本和不便受到質疑。雖然史特拉斯堡是官方所在地，並在歐洲理事會旁，然而布魯塞爾是幾乎所有其他主要歐盟機構的所在地，議會的大部分工作也都在那裡進行。批評者將這種兩個所在地的安排稱為「巡迴馬戲團」，並發起活動強烈要求將布魯塞爾設為唯一所在地。這是由於其他政治機構（執委會、理事會和歐盟高峰會）都在布魯塞爾，因此被視為歐盟的「首都」。該訴求得到了眾多人士的大力支持，其中包括2004年至2010年歐盟執委會第一副主席瑪戈特·瓦爾斯特倫，她表示「該處曾是歐盟重新結合法國和德國的非常正面的象徵，現在卻變成了消極的象徵—浪費金錢、官僚主義和布魯塞爾機構的瘋狂」。綠黨也在珍·蘭伯特和卡羅琳·盧卡斯兩位歐洲議會議員領導的一項研究中提及環境成本，除了額外所在地支出的2億歐元外，還產生了超過20,268噸的二氧化碳，破壞了該機構和聯盟的環境立場。該活動也得到了歐洲議會議員塞西莉亞·馬爾姆斯特倫發起的百萬線上請願書的進一步支持。2014年8月，歐洲審計院評估，將歐洲議會斯特拉斯堡所在地遷至布魯塞爾，每年將節省1.138億歐元。2006年，有人指控史特拉斯堡市對議會租用的建築物收費不符規定，進一步損害了史特拉斯堡所在地的正當性。
大多數歐洲議會議員喜歡將布魯塞爾作為單一所在地。對歐洲議會議員的一項調查發現，89%的受訪者希望單一所在地，81%的受訪者支持布魯塞爾。另一項調查則有68%的人支持。2011年7月，歐洲議會議員以絕對多數的票數支持單一所在地。2011年初，議會投票決定取消其中一次史特拉斯堡會議，改成某一週內舉行兩次會議取代。史特拉斯堡市長回應「我們將透過翻轉對手的優勢來反擊，以維護自己的利益，就像柔道運動員所做的那樣」。然而，由於議會所在地由條約明定，因此只能由成員國提出並經各國批准才能更改，這也代表著法國可以否決任何舉動。前法國總統薩科齊表示，史特拉斯堡所在地「不容談判」，法國無意放棄法國領土上唯一的歐盟機構。鑑於法國宣布打算否決任何遷往布魯塞爾的計劃，部分歐洲議會議員透過拒絕參加每月前往史特拉斯堡的活動來發動公民不服從。
然而，布魯塞爾的主建築十多年來一直劣化。2017年，包括半圓形議場在內的翻修或重建工程預計至少耗資5億歐元以上，甚至可能高達10 億歐元，而史特拉斯堡已經提供了完整的議場。

## 與歐洲公民社會對話、資訊及溝通的管道
歐洲議會議員是公民與議會的主要聯繫點。他們通常在選區設有辦公室，並在每週結束時（以及沒有議會會議的幾週）回到選區，參加與選民、企業、工會、地方當局、媒體的一系列會議、活動、採訪、訪問等。
每年約有一百萬人造訪議會網站。
過去幾年，歐洲機構致力於提高其工作的透明度、開放性和資訊的可用性。其中，透明度被認為是歐洲機構行動的關鍵，也是歐盟法律的一般原則，適用於歐盟機構的所有活動以加強歐盟的民主基礎。《里斯本條約》和《馬斯垂克條約》重申公開和透明的一般原則，指出「每個公民均有權參與聯盟的民主生活。決議應盡可能公開並盡可能貼近公民」。此外，這兩項條約都認可公民、代表協會、公民社會和歐洲機構之間對話的價值。

### 與宗教和非宗教組織對話
《歐盟運作條約》(TFEU) 第17條為歐洲機構與教會、宗教協會以及非宗教和哲學組織之間公開、透明的對話奠定了法律基礎。2014年7月，歐洲議會第八屆任期開始時，時任歐洲議會議長馬丁·舒爾茨責成時任副議長安東尼奧·塔亞尼執行第17條中規定的與宗教和教派組織的對話。在該框架內，歐洲議會舉辦了宗教間的高級會議，並關注當前問題與議會工作相關的問題。

### 歐洲議會國際父母誘拐兒童調解員
歐洲議會國際父母兒童誘拐調解員主席由英國歐洲議會議員亨利·普拉姆於1987年設立，旨在幫助遭受父母誘拐的國際夫婦未成年子女。當未成年人在父母分居後被父母誘拐時，無論已婚或未婚，調解員都會找到符合未成年人更高利益的協商方案。自成立以來，該主席由麥瑞德·麥吉尼斯（自2014年起）、羅柏塔·安傑利利（2009-2014年）、艾芙琳·蓋哈特（2004-2009年）、瑪麗·巴諾蒂（1995-2004年）和瑪麗-克勞德·韋薩德（1987- 1994年）擔任。調解員的主要任務是協助家長透過調解找到符合未成年人最大利益的解決方案，是一種替代訴訟的爭議解決方式。調解員根據公民的請求進行評估，並在評估後啟動旨在達成協議的調解程序。一旦雙方和調解員簽名，協議即為正式協議。協議是當事人之間的私人契約。在確定協議時，歐洲議會為雙方提供必要的司法協助，以在合法性和公平性的基礎上達成健全、合法的協議。協議可由國家主管法院批准，也可為雙方自願分居或離婚奠定基礎。

## 歐洲議會研究服務
歐洲議會研究服務（EPRS）是歐洲議會的內部研究部門和智庫，為歐洲議會議員（以及適當情況下的議會委員會）提供有關歐盟相關政策議題獨立、客觀和權威的分析和研究，以協助他們進行議會工作。該部門還具有提高成員國及歐洲議會委員會審查和監督歐盟執委會與其他歐盟執行機構的能力。
歐洲議會研究服務旨在提供全面的產品和服務，並以所有政策領域的內部專業知識和知識來源為後盾，從而透過知識賦予議員和委員會權力，並為議會作為一個機構的有效性和影響力做出貢獻。歐洲議會研究服務協助並促進議會向更廣泛的公眾進行宣傳，包括與歐盟多層次治理體系中的利益相關者進行對話。所有發表內容均在歐洲議會智庫平台上公開。

## 歐洲議會的歐洲晴雨表
歐洲議會定期委託成員國進行民意調查和民意趨勢研究，以調查公民對其工作和歐盟整體活動的看法和期望。主題包括公民對歐洲議會角色的看法、對該機構的了解、對歐盟的歸屬感、對歐洲選舉和歐洲一體化的看法、身份認同、公民身份、政治價值觀，以及氣候變遷等當前議題、當前經濟和政治等。歐洲晴雨表的分析旨在提供國家狀況、區域特殊性、社會人口差異和歷史趨勢的整體情況。

## 獎項

### 沙卡洛夫獎

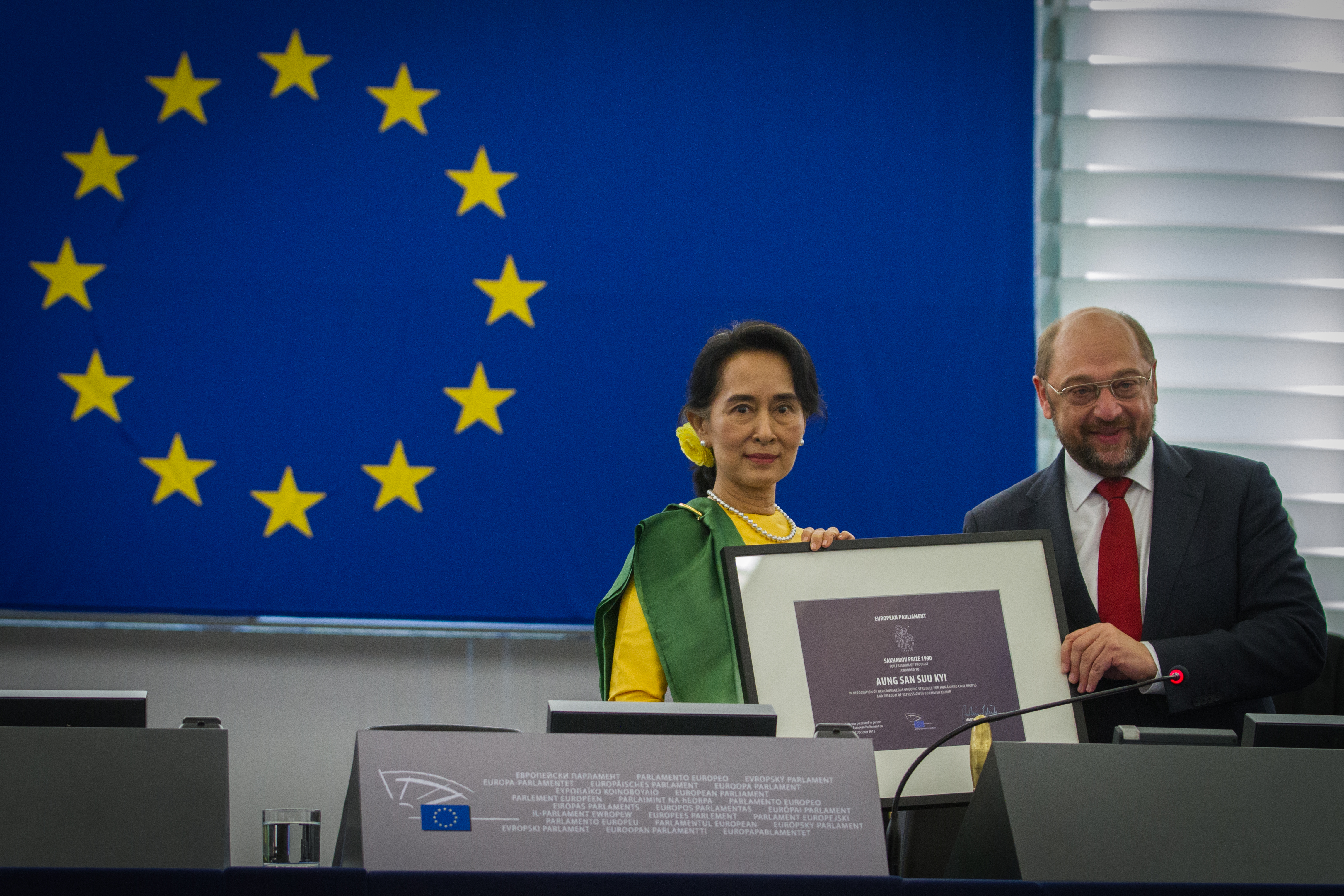
2013年馬丁·舒爾茨向翁山蘇姬頒發薩哈羅夫獎沙卡洛夫獎

歐洲議會在1988年設立沙卡洛夫獎，透過鼓勵為促進全球人權做出貢獻的個人來支持人權，從而提高人們對侵犯人權行為的認識。優先考慮事項包括：保障人權和基本自由，特別注重言論自由、保護少數族群權益、遵守國際法、民主與法治的發展。

### 歐洲查理曼青年獎
歐洲查理曼青年獎旨在鼓勵青年參與歐洲一體化進程。該獎項由歐洲議會和亞琛國際查理曼獎基金會授予。

### 歐洲公民獎
歐洲公民獎由歐洲議會授予，旨在鼓勵為促進歐盟成員國公民與歐盟跨國合作計畫之間的融合而進行的活動和行動。

### 光線電影大獎
自2007年以來，歐洲議會將光線電影大獎頒發給涉及當前歐洲公共利益主題、鼓勵人們反思歐洲及其未來的電影。勒克斯獎現在已成為一項享有盛譽的電影獎項，支持歐洲電影和歐盟以外的電影製作。

### 達芙妮·卡魯阿娜·加利西亞新聞獎
從2021年起，達芙妮·卡魯阿娜·加利西亞新聞獎由歐洲議會頒發給反映歐盟價值觀的傑出新聞工作者。獎項獎金為20,000歐元，首位獲獎者將於2021年10月揭曉。本獎項以已故馬爾他記者達芙妮·卡魯阿娜·加利西亞命名，她於2017年10月16日在馬爾他被暗殺。2021年，獎項頒給了飛馬計畫。